# Goshgoshunk
Goshgoshunk, nekadašnje naselje od tri sela Munsee i Delaware Indijanaca među kojima je živjelo i nešto Seneka. Godine 1767. kada ga je posjetio moravski klerik i misionar David Zeisberger nalazilo se na lijevoj obali rijeci Allegheny, na području današnje okruga Venango u Pennsylvaniji. Sjedištem moravske misije postaje godinu dana kasnije, 1768.
Ostali slični nazivi su Goschegoschuenk, Goschgoschuenk, Goshgoshink.